# アンソニー・ヤード
アンソニー・ヤード（Anthony Yarde、1993年8月13日 - ）は、イギリスのプロボクサー。ロンドン出身。

## 来歴

### プロ時代
2015年5月9日、プロデビュー戦を行い2回15秒KO勝ち。
2017年5月20日、ロンドンのカッパー・ボックスにてジャーボンテイ・デービス対リアム・ウォルシュの前座でクリス・ホブスとBBBofC英国南部ライトヘビー級王座決定戦を行い、4回2分51秒TKO勝ちを収め王座獲得に成功した。
2017年7月8日、ロンドンのカッパー・ボックスにてWBOヨーロピアンライトヘビー級王者リチャード・バラニーとWBOヨーロピアン同級タイトルマッチを行い、初回2分21秒TKO勝ちを収め王座獲得に成功した。
2017年9月16日、ロンドンのカッパー・ボックスにてビリー・ジョー・ソーンダース対ウィリー・モンロー・ジュニアの前座でノルベルト・ネメサパティとWBOヨーロピアンライトヘビー級タイトルマッチおよびWBOインターコンチネンタル同級王座決定戦を行い、3回終了時にメサパティの棄権によるTKO勝ちを収め、WBOインターコンチネンタル王座の獲得に成功するとともにWBOヨーロピアン王座の初防衛に成功した。
2019年8月24日、ロシア・チェリャビンスクのトラクター・スポーツ・パレスにてWBO世界ライトヘビー級王者セルゲイ・コバレフとWBO世界同級タイトルマッチを行い、8回にストップ寸前までコバレフを追い詰めるも、プロ初黒星となる11回2分4秒TKO負けを喫し王座獲得に失敗した。
2020年12月5日、ロンドンのチャーチ・ハウスにてコモンウェルスライトヘビー級王者のリンドン・アーサーとWBOインターコンチネンタル同級王座決定戦を行うも、12回1-2の判定負けを喫しインターコンチネンタル王座返り咲きに失敗した。
2021年12月4日、ロンドンのカッパー・ボックスにてWBOインターコンチネンタル・コモンウェルスライトヘビー級王者のリンドン・アーサーとWBOインターコンチネンタル・コモンウェルス同級タイトルマッチで再戦し、4回1分27秒KO勝ちを収めインターコンチネンタル王座の返り咲きとコモンウェルス王座の獲得に成功するとともにリベンジを果たした。
2023年1月28日、ロンドンのウェンブリー・アリーナでWBC・IBF・WBO世界ライトヘビー級統一王者アルツール・ベテルビエフとWBC・IBF・WBO世界同級タイトルマッチを行うも、8回2分1秒TKO負けを喫し王座獲得に失敗した。
2024年5月、WBC・IBF・WBO世界ライトヘビー級統一王者のアルツール・ベテルビエフとWBA世界同級スーパー王者のディミトリー・ビボルとの間で行われる予定だった4団体王座統一戦がベテルビエフの半月板損傷により延期されたため、WBOはWBO世界同級1位のジョシュア・ブアツィと3位のヤードにWBO世界ライトヘビー級暫定王座決定戦を行うよう指令した。しかしその後、ヤードは自身の所属するクイーンズベリー・プロモーションズとの契約上の問題を理由にブアツィとの対戦指令に応じなかったため、WBOはブアツィにWBO世界同級2位のウィリー・ハッチンソンと対戦するよう指令した。
2025年4月26日、ロンドンのトッテナム・ホットスパー・スタジアムにてリンドン・アーサーとラバーマッチならびにWBAインターコンチネンタルライトヘビー級王座決定戦を行い、12回3-0（116-112×2、115-113）の判定勝ちを収め王座獲得に成功した。

## 戦績
- プロボクシング：30戦 27勝 (24KO) 3敗

| 戦           | 日付           | 勝敗 | 時間     | 内容    | 対戦相手                         | 国籍           | 備考                                                                                         |
| ------------ | -------------- | ---- | -------- | ------- | -------------------------------- | -------------- | -------------------------------------------------------------------------------------------- |
| 1            | 2015年5月9日   | ☆    | 2R 0:15  | KO      | ミッチ・ミッチェル               | イギリス       | プロデビュー戦                                                                               |
| 2            | 2015年6月12日  | ☆    | 4R       | 判定    | スタニスラウス・マカレンコ       | ラトビア       |                                                                                              |
| 3            | 2015年10月30日 | ☆    | 1R 1:40  | TKO     | タマス・ダンコ                   | ハンガリー     |                                                                                              |
| 4            | 2015年12月19日 | ☆    | 1R 1:35  | TKO     | カーティス・ガルガノ             | イギリス       |                                                                                              |
| 5            | 2016年3月25日  | ☆    | 1R 2:53  | TKO     | デビッド・サイポス               | ハンガリー     |                                                                                              |
| 6            | 2016年4月30日  | ☆    | 2R 2:40  | TKO     | ツベトザル・イリエフ             | ブルガリア     |                                                                                              |
| 7            | 2016年6月10日  | ☆    | 2R 1:24  | TKO     | グジェゴシュ・セミク             | ポーランド     |                                                                                              |
| 8            | 2016年9月17日  | ☆    | 1R 2:10  | TKO     | レイフォード・ジョンソン         | アメリカ合衆国 |                                                                                              |
| 9            | 2016年11月25日 | ☆    | 1R 1:36  | TKO     | フェレンツ・アルバート           | ハンガリー     |                                                                                              |
| 10           | 2017年4月22日  | ☆    | 1R 2:17  | KO      | ダレン・スノー                   | イギリス       |                                                                                              |
| 11           | 2017年5月20日  | ☆    | 4R 2:51  | TKO     | クリス・ホブス                   | イギリス       | BBBofC英国南部ライトヘビー級王座決定戦                                                       |
| 12           | 2017年7月8日   | ☆    | 1R 2:21  | TKO     | リチャード・バラニー             | ハンガリー     | WBOヨーロピアンライトヘビー級王座決定戦                                                      |
| 13           | 2017年9月16日  | ☆    | 3R 終了  | TKO     | ノルベルト・ネメサパティ         | ハンガリー     | WBOインターコンチネンタルライトヘビー級王座決定戦 WBOヨーロピアン防衛1                       |
| 14           | 2017年12月9日  | ☆    | 4R 1:52  | TKO     | ニコラ・スジェクロカ             | モンテネグロ   | WBOインターコンチネンタル防衛1 WBOヨーロピアン防衛2                                          |
| 15           | 2018年2月24日  | ☆    | 7R 終了  | TKO     | トニー・アベルラント             | フランス       | WBOインターコンチネンタル防衛2 WBOヨーロピアン防衛3                                          |
| 16           | 2018年6月23日  | ☆    | 7R 2:17  | TKO     | ダリウシュ・セク                 | ポーランド     | WBOインターコンチネンタル防衛3 WBOヨーロピアン防衛4                                          |
| 17           | 2018年10月20日 | ☆    | 4R 2:14  | TKO     | ウォルター・ガブリエル・セケイラ | アルゼンチン   | WBOインターコンチネンタル防衛4                                                               |
| 18           | 2019年3月8日   | ☆    | 5R 0:48  | TKO     | トラヴィス・リーヴス             | アメリカ合衆国 | WBOインターコンチネンタル防衛5                                                               |
| 19           | 2019年8月24日  | ★    | 11R 2:04 | TKO     | セルゲイ・コバレフ               | ロシア         | WBO世界ライトヘビー級タイトルマッチ                                                          |
| 20           | 2020年2月8日   | ☆    | 2R 2:55  | TKO     | ディエゴ・ヤイル・ラミレス       | コロンビア     |                                                                                              |
| 21           | 2020年9月12日  | ☆    | 6R 2:42  | TKO     | デク・スペルマン                 | イギリス       |                                                                                              |
| 22           | 2020年12月5日  | ★    | 12R      | 判定1-2 | リンドン・アーサー               | イギリス       | コモンウェルスライトヘビー級タイトルマッチ WBOインターコンチネンタルライトヘビー級王座決定戦 |
| 23           | 2021年8月28日  | ☆    | 1R 2:32  | TKO     | アレックス・テラン               | コロンビア     |                                                                                              |
| 24           | 2021年12月4日  | ☆    | 4R 1:27  | KO      | リンドン・アーサー               | イギリス       | WBOインターコンチネンタル・コモンウェルスライトヘビー級タイトルマッチ                        |
| 25           | 2022年11月19日 | ☆    | 3R 2:31  | KO      | ステファニ・コイコフ             | ブルガリア     |                                                                                              |
| 26           | 2022年5月21日  | ★    | 8R 2:01  | TKO     | アルツール・ベテルビエフ         | カナダ         | WBC・IBF・WBO世界ライトヘビー級タイトルマッチ                                                |
| 27           | 2023年9月23日  | ☆    | 2R 2:07  | KO      | ホルヘ・シウバ                   | ポルトガル     |                                                                                              |
| 28           | 2024年2月10日  | ☆    | 3R 1:15  | KO      | マルコ・ニコリッチ               | セルビア       |                                                                                              |
| 29           | 2024年10月19日 | ☆    | 10R      | 判定    | ラルフス・ヴィルカンス           | ラトビア       |                                                                                              |
| 30           | 2025年4月26日  | ☆    | 12R      | 判定3-0 | リンドン・アーサー               | イギリス       | WBAインターコンチネンタルライトヘビー級王座決定戦                                            |
| 31           | 2025年11月29日 |      |          |         | デビッド・ベナビデス             | アメリカ合衆国 | WBA・WBC世界ライトヘビー級タイトルマッチ 試合前                                              |
| テンプレート |                |      |          |         |                                  |                |                                                                                              |

## 獲得タイトル
- BBBofC英国南部ライトヘビー級王座
- WBOヨーロピアンライトヘビー級王座
- WBOインターコンチネンタルライトヘビー級王座
- コモンウェルスライトヘビー級王座
- WBAインターコンチネンタルライトヘビー級王座